# Ерик Роуън
Ерик Роуън (на английски: Erick Rowan) е американски кечист във Федерацията по кеч (WWE). През 2011 г. подписва договор с WWE, където се бие в отбора на Семейство Уаят.

## Захвати
- Running splash
- Waist-lifted side slam
- Signature moves
- Bear hug
- Big boot